# Olaf Becker (Fußballspieler)
Olaf Becker (* 21. November 1970) ist ein ehemaliger deutscher Fußballspieler, der für den MSV Duisburg zu drei Einsätzen in der 2. Bundesliga kam.

## Karriere als Spieler
Becker, der in der Abwehr und im defensiven Mittelfeld spielte, begann das Fußballspielen in seiner Kindheit beim FC Hagenshof, ehe er als D-Jugendlicher die Aufnahme in die Jugendabteilung des Profiklubs MSV Duisburg erreichte. Dort blieb er über einige Jahre, ehe er in der A-Jugend zu Borussia Mönchengladbach wechselte. Als seine besonderen Stärken sah Becker sein Zweikampfverhalten sowie sein Kopfballspiel an. Bei Mönchengladbach gelang ihm 1989 im Alter von 18 Jahren die Aufnahme in den Bundesliga-Kader, allerdings kam er im Verlauf der nachfolgenden beiden Spielzeiten zu keinem einzigen Einsatz und zählte schließlich nicht weiter zum Profiteam. Im Vorfeld der Saison 1992/93 kehrte er zum in der 2. Bundesliga antretenden MSV Duisburg zurück. Am 17. Juli 1992 wurde er bei einer Begegnung gegen Fortuna Köln (0:0) in der 68. Minute für Michael Harforth eingewechselt und erreichte damit sein Profidebüt in der zweithöchsten deutschen Spielklasse. Dem folgten in der Anfangsphase der Spielzeit zwei weitere Berücksichtigungen, ehe er beim MSV nur noch Teil der zweiten Mannschaft war. 1993 wechselte er zu Rot-Weiß Oberhausen in die vierthöchste Spielklasse.
Mit Oberhausen erreichte er 1993 den Aufstieg in die drittklassige Regionalliga West/Südwest an, nahm dabei aber trotz regelmäßiger Berücksichtigungen keinen festen Stammplatz ein. Am Ende der Saison 1996/97 verpasste Oberhausen den möglichen Aufstieg in die 2. Bundesliga mit zwölf Punkten Rückstand auf die SG Wattenscheid 09 zwar deutlich, konnte aber zumindest an der Deutschen Amateurmeisterschaft teilnehmen. Im Endspiel gegen den SSV Reutlingen 05 wurde Becker kurz vor Spielende eingewechselt und musste in den Schlussminuten den 2:1-Siegtreffer Reutlingens miterleben. Mit dem verpassten Titelgewinn endete zugleich seine Zeit in Oberhausen. Während der Saison 1999/2000 spielte er für den SV Straelen in der Oberliga Nordrhein, wobei er vom späteren Bundesligacoach Jos Luhukay trainiert wurde. Becker übernahm im September 2008 das Traineramt beim Amateurverein Mülheimer SV 07, bei dem er zuvor bereits Co-Trainer gewesen war. Im Sommer 2011 trat er aus persönlichen Gründen zurück und wurde daraufhin von Ralf Zils beerbt.